# Kuoresaari (ö i Egentliga Tavastland)
Kuoresaari är en ö i Finland. Den ligger i sjön Äimäjärvi och i kommunen Tavastehus i den ekonomiska regionen  Tavastehus ekonomiska region  och landskapet Egentliga Tavastland, i den södra delen av landet, 110 km norr om huvudstaden Helsingfors. Öns area är 1 hektar och dess största längd är 190 meter i öst-västlig riktning.